# Siegfried Hartwagner
Siegfried Josef Heinrich Hartwagner (* 12. November 1916 in Engerwitzberg; † 17. Mai 2000 in Klagenfurt) war ein österreichischer Kunsthistoriker und Kärntner Landeskonservator (1946–1981).

## Leben
Siegfried Hartwagner wurde am 12. November 1916 als eheliches Kind des Mühlenbesitzers Josef Hartwagner und der Margareta Anna Gottwald auf der Adresse der Klammmühle in Engerwitzberg geboren und am 16. November 1916 auf den Namen Siegfried Josef Heinrich getauft.
An der Universität Berlin studierte er Kunstgeschichte, Publizistik und Germanistik und promovierte 1942. Zugleich war er Weltkriegsteilnehmer. Nach dem Abgang des NS-Regimes und der Wiedererrichtung der Republik Österreich bekam Hartwagner eine Anstellung beim Bundesdenkmalamt, das den damals Dreißigjährigen 1946 mit den Agenden eines Landeskonservators für Kärnten in Klagenfurt betraute.
Es gelang Hartwagner in Zusammenarbeit mit der Landesregierung, ungewöhnliche und deshalb vom Rechnungshof beanstandete Wege zur Finanzierung der Restaurierung zahlreicher gotischer Flügelaltäre, die der besondere Stolz des Landes sind, und der ihres Freskenschmucks im Laufe der Zeit verlustig gegangenen Bildstöcke zu beschreiten. Dank der guten Zusammenarbeit mit den kirchlichen und jeweils zuständigen Landesstellen sowie den Werkstätten des Bundesdenkmalamtes in Wien gelang es, an 750 Gotteshäusern und ihrem kostbaren Inventar Restaurierungen durchzuführen, wodurch auch wesentliche Erkenntnisse über die Baugeschichte gewonnen werden konnten. Der reiche Bestand an mittelalterlichen Fresken konnte durch Freilegung und Wiederherstellung um weitere 350 erweitert werden. In seiner Amtszeit wurde auch das Klagenfurter Landhaus einer großzügigen Instandsetzung und Restaurierung unterzogen.
In der Reihe der Österreichischen Kunstmonographien bearbeitete Hartwagner die Bände Bezirk und Stadt St. Veit an der Glan sowie die Stadt Klagenfurt.

## Werke (Auswahl)
- Das Zollfeld – Eine Kulturlandschaft. Kärntner Druck- und Verlags-Ges.m.b.H., Klagenfurt 1957.
- Der Dom zu Gurk. Verlag Carinthia Klagenfurt-Wien-Frankfurt/Main, Klagenfurt 1963.
- Klagenfurt Stadt (= Österreichische Kunstmonographie, Band X). Verlag Sankt Peter, Salzburg 1980, ISBN 3-900173-26-5.
- Kärnten. Der Bezirk St. Veit an der Glan (= Österreichische Kunstmonographie, Band VIII). Verlag St. Peter, Salzburg 1977, ISBN 3-900173-22-2.